# Theodosios von Bithynien
Theodosios von Bithynien (altgriechisch Θεοδόσιος; * zweite Hälfte 2. Jahrhundert oder 1. Jahrhundert v. Chr.) war ein griechischer Mathematiker und Astronom. Er wird auch als Theodosios von Tripolis zitiert.

Über Theodosios ist kaum etwas bekannt. Strabon zählt ihn zu den bedeutendsten Gelehrten Bithyniens, und auch seine Söhne waren nach Strabon bekannte Mathematiker. Da Strabon ihn in seiner Geographie in seiner Aufzählung nach Hipparchos erwähnt und er üblicherweise chronologisch vorgeht, ist Theodosios wahrscheinlich zeitlich nach Hipparch einzuordnen.
In dem byzantinischen Lexikon Suda wird als Herkunftsort Tripolis angegeben, doch liegt wahrscheinlich eine Verwechslung vor. Der Eintrag in der Suda hat aber häufig dazu geführt, dass er auch als Theodosios von Tripolis bezeichnet wird.
Von Theodosios sind drei Werke erhalten:

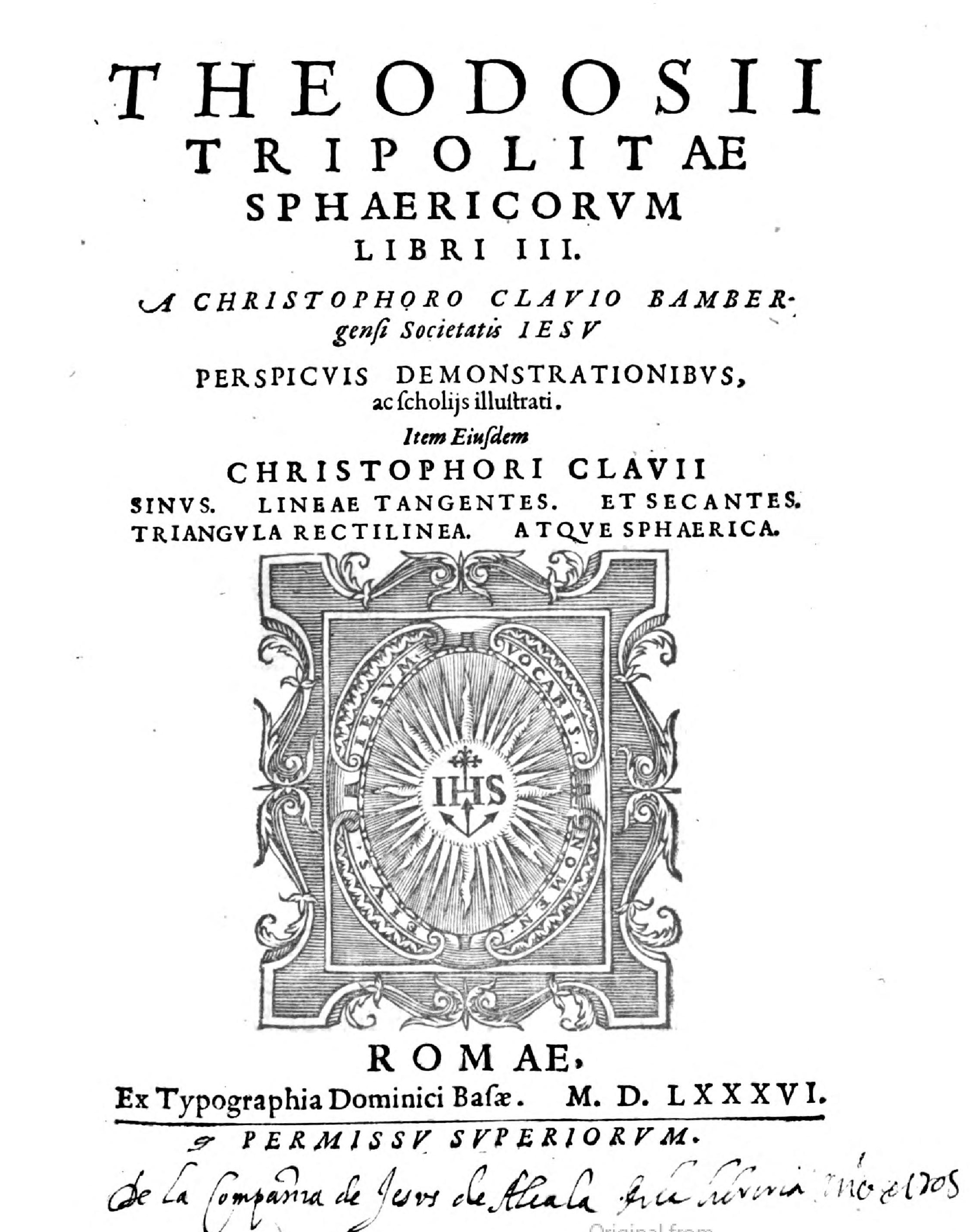
Sphaerica

- Kugellehre (Sphaerica), in drei Bänden. Es behandelt die elementare Geometrie der Kugel, die für astronomische Zwecke benötigt wurde und bei den Griechen häufig als Teil der Astronomie gesehen wurde. Sie basiert auf Autolykos von Pitane und Euklid und von letzterem nicht auf den Elementen (die wenig zur Kugelgeometrie enthalten), sondern auf dessen nur in Bruchstücken bekanntem astronomischen Werk Phänomene.[3]  Er berücksichtigt aber nicht die Entwicklung der Kugellehre durch seinen bithynischen Landsmann Hipparch. Das Werk war wahrscheinlich wie die anderen erhaltenen Werke von Theodosios Teil einer Sammlung zur Kleinen Astronomie von Pappos und ist deshalb erhalten geblieben.[4] Es wurde Ende des 9. Jahrhunderts (wie auch die anderen Werke von Theodosios) ins Arabische (unter anderem von Thabit ibn Qurra) und von dort im 12. Jahrhundert ins Lateinische übersetzt (Plato von Tivoli, Gerhard von Cremona). Gedruckte Ausgaben erschienen zuerst 1518 in Venedig (lateinisch, Übersetzung aus dem Arabischen), 1529 in Wien (Johannes Vögelin), 1558 in Paris (J. Pena), 1572 in Straßburg (Conrad Dasypodius) und dann unter anderem von Clavius (Rom 1586), J. Auria (Rom 1587), Marin Mersenne (1644), Isaac Barrow (1675).
- Über Wohnorte und Über Tage und Nächte, beide zur mathematischen Geographie. Im ersten Werk wird unter anderem beschrieben, welche Himmelsteile an verschiedenen geographischen Orten sichtbar sind, und im zweiten Werk geht es um die Länge von Tagen und Nächten im Jahresverlauf.

Er soll auch nach der Suda einige weitere kleinere astronomische und astrologische Werke geschrieben haben, ein Buch Beschreibung von Häusern (das wahrscheinlich nicht Astrologie meint, sondern Architektur) und einen Kommentar zur Methode des Archimedes.
Wahrscheinlich ist er auch mit dem von Vitruv als Erfinder einer an verschiedenen Orten einsetzbaren Sonnenuhr erwähnten Theodosios identisch.

## Schriften
- Theodosius Tripolites Sphaerica, Ausgabe von J. Heiberg in Abhandlungen der Gesellschaft der Wissenschaften zu Göttingen, Phil.-Hist. Klasse, Band 19, Nr.  3, 1927 (griechisch mit lateinischer Übersetzung und Scholium)
  - Deutsche Ausgaben: Johann Ernst Nizze Die Sphärik des Theodosios, Stralsund 1826[6]; Arthur Czwalina Autolycus: Rotierende Kugel und Aufgang und Untergang der Gestirne; Theodosius von Tripolis: Sphaerik, Ostwalds Klassiker, Akademische Verlagsgesellschaft, Leipzig 1931
  - Französische Ausgabe: Paul ver Eecke Théodose de Tripoli: Les sphériques, Paris, Brügge 1927
- Theodosii De habitationibus liber De diebus et noctibus libri duo, in Abhandlungen der Gesellschaft der Wissenschaften zu Göttingen, Phil.-Hist, Klasse, Band 19, Nr. 4, 1927, Ausgabe von R. Fecht (griechisch mit lateinischer Übersetzung und Scholia)
- Kai Brodersen: Theodosios von Bithynien: Tag, Nacht, Ortslage. Sphärische Astronomie. Zweisprachige Ausgabe. Speyer 2025, ISBN 9783939526902